# Championnats du monde de gymnastique artistique 1907
Navigation
Édition précédente Édition suivante
Les 3e championnats du monde de gymnastique artistique ont eu lieu à Prague en Autriche-Hongrie.

## Résultats

### Concours général individuel
| Rang | Gymnaste        | Total   |
| ---- | --------------- | ------- |
| 1.   | Josef Čada      | 167.250 |
| 2.   | Jules Rolland   | 158.750 |
| 3.   | František Erben | 157.250 |

### Concours général par équipes
| Rang | Équipe                                                                                                 | Total   |
| ---- | --- | ------- |
| 1.   | Bohême Josef Čada , František Erben, Bohumil Honzátko, Karel Sal, Josef Seidl, Karel Stary             | 951.250 |
| 2.   | France Joseph Castiglioni, Georges Charmoille, Joseph Lux, Jules Rolland, Louis Segura, François Vidal | 923.000 |
| 3.   | Belgique Herman Carsau, Louis de Winter, Paul Giesenfeld, Karel Lannie, Paul Mangin, Leo Pouwels       | 827.250 |

### Barre fixe
| Rang | Gymnaste           | Total  |
| ---- | ------------------ | ------ |
| 1.   | Georges Charmoille | 23.750 |
| 1.   | František Erben    | 23.750 |
| 3.   | Jules Rolland      | 23.500 |

### Barres
| Rang | Gymnaste        | Total  |
| ---- | --------------- | ------ |
| 1.   | Joseph Lux      | 21.750 |
| 2.   | Josef Čada      | 20.750 |
| 3.   | Louis Segura    | 20.500 |
| 3.   | František Erben | 20.500 |

### Cheval d'arçons
| Rang | Gymnaste        | Total  |
| ---- | --------------- | ------ |
| 1.   | František Erben | 22.250 |
| 2.   | Jules Rolland   | 21.000 |
| 3.   | Karel Sal       | 20.750 |

## Tableau des médailles
| Rang | Nation   | Or | Argent | Bronze | Total |
| ---- | -------- | -- | ------ | ------ | ----- |
| 1    | Bohême   | 4  | 1      | 3      | 8     |
| 2    | France   | 2  | 3      | 2      | 7     |
| 3    | Belgique | -  | -      | 1      | 1     |